# Parashqevi Qiriazi

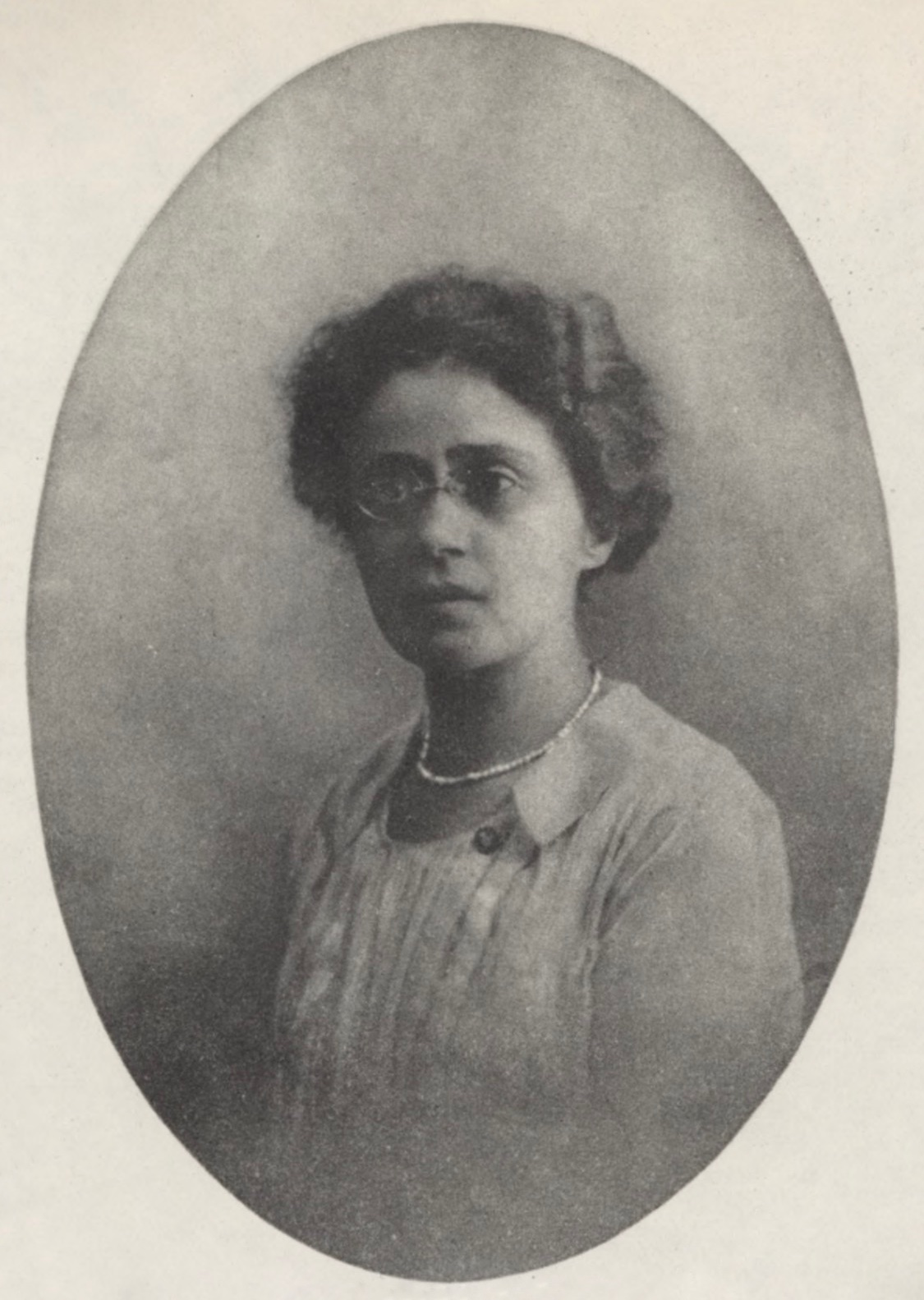

Parashqevi Qiriazi (ur. 2 czerwca 1880 w Manastirze, zm. 17 grudnia 1970) – albańska nauczycielka, działaczka ruchu kobiecego, uczestniczka konferencji pokojowej w Paryżu w 1919–1920 r.

## Życiorys
Była jedną z dziesięciorga dzieci Dhimitra i Marii Qiriazi. W wieku jedenastu lat zaczęła pomagać swojemu rodzeństwu, Gjerasimowi i Sevasti Qiriazi, w prowadzeniu uruchomionej w 1891 r. pierwszej na ziemiach albańskich szkoły dla dziewcząt. Parashqevi Qiriazi pomagała im uczyć się pisania po albańsku. Podobnie jak starsza siostra Sevasti, ukończyła Robert College w Konstantynopolu. Następnie razem z Sewasti udała się do Korczy, gdzie obie siostry podjęły pracę nauczycielek w pierwszej, działającej od 1887 r. szkole albańskiej  Mësonjëtorja.
W 1908 r. wzięła udział w kongresie w Manastirze, który zdecydował o tym, jakim alfabetem powinien być zapisywany język albański. Była jedyną kobietą uczestniczącą w obradach. Zdecydowano na nim o używaniu alfabetu łacińskiego, co było też zgodne z poglądami Qiriazi. W 1909 r. opublikowała elementarz dla uczniów szkół podstawowych. W tym samym roku współtworzyła w Korczy kobiece stowarzyszenie Yll' i mëngjesit (Gwiazda poranka). Działaczki stowarzyszenia spotykały się raz w tygodniu, by omawiać bieżące sprawy swojej działalności, trzy razy w tygodniu odbywały się lekcje języka albańskiego, kobiety zachęcano do podejmowania działalności zawodowej i społecznej, by mogły przyczyniać się do rozwoju całego albańskiego społeczeństwa. W latach 1912–1913 Parashqevi Qiriazi przebywała w USA, w Oberlin w stanie Ohio, gdzie w miejscowym college'u studiowała pedagogikę.
W 1914 r., po wkroczeniu greckiej armii do Korczy, Parashqevi Qiriazi wyjechała do Rumunii razem z siostrą Sevasti i jej mężem Kristo Dako. Rok później wszyscy troje udali się do Stanów Zjednoczonych, do Bostonu, gdzie siostry redagowały dwutygodnik  Yll' i mëngjesit, pismo przeznaczone dla albańskiej diaspory, o charakterze polityczno-społecznym, z elementami pedagogicznymi i literackimi, stawiające sobie za cel podnoszenie świadomości narodowej Albańczyków oraz zachęcanie Albanek do kształcenia się i aktywności publicznej. W 1919 r. Sevasti Qiriazi została przewodniczącą Albańskiej Partii Narodowej (Partia kombëtare shqiptare), z emigracji walczącej o uzyskanie niepodległości przez Albanię, zaś Parashqevi weszła w skład jej kierownictwa. Jako przedstawicielka organizacji była członkinią albańskiej delegacji na paryską konferencję pokojową w latach 1919-1920.
Parashqevi Qiriazi powróciła do Albanii we wrześniu 1920 r. Jeszcze w tym samym roku utworzyła w Tiranie stowarzyszenie Gruaja Shqiptare (Kobieta Albańska), którego głównym celem było promowanie edukacji kobiet oraz działalność dobroczynna. Stowarzyszenie oferowało również naukę języków francuskiego i angielskiego oraz wspierało grupy kobiece powstające poza stolicą. W 1922 r., gdy do Albanii powróciła również Sevasti Qiriazi, siostry założyły Instytut dla Dziewcząt Qiriazi lub Kyrias (od pierwotnego brzmienia ich nazwiska). Jako zdecydowana antyfaszystka została podczas II wojny światowej uwięziona w 1943 r. w obozie koncentracyjnym, razem z siostrą i kilkoma innymi członkami rodziny.
Po II wojnie światowej i ustanowieniu rządów komunistów w Albanii siostry Qiriazi zostały zmuszone do wyjazdu z Tirany i internowane poza stolicą, gdyż nieżyjący już mąż Sevasti Kristo Dako był blisko związany z dworem przedwojennego króla Zoga. Częściowo zrehabilitowana dzięki staraniom Skëndera Luarasiego, Parashqevi Qiriazi zmarła w 1970 r.